# 利賀そばの郷温泉
利賀そばの郷温泉（とがそばのさとおんせん）は、富山県南砺市（旧国越中国）利賀村坂上1289にあった温泉。または、温泉旅館の名。利賀温泉とも呼ばれていた。

## 概要
1975年（昭和50年）に発見された藩政時代の文書に記載されていた伝承に基づき、富山市のボーリング会社によって400m掘削した結果、湯温25℃毎分53リットルの温泉が湧き出た。その後1977年（昭和52年）9月12日または9月15日にホテル利賀観光株式会社が運営する『ホテルニュー五ヶ山』（『ホテルニュー五箇山』）として創業。
しかし、オープンから2年足らずで経営不振に陥り、営業者変更後は予約時のみの営業となった。その後、建物が裁判所の競売物件になったのを経て、尾上旅館に経営を委譲した後の1989年（平成元年）4月20日に改装オープン。同時に隣接地に『利賀そばの郷』が開業することに伴い『利賀そばの郷温泉』に改称された。
その後、利賀村内の建設業者などで出資する『株式会社とが』により運営されていたが、2013年（平成25年）2月28日を以て閉館。建物自体は2021年（令和3年）時点でも残されている。

## 泉質
- 低張・冷鉱泉・弱アルカリ性泉[7]
  - 源泉温度24.5℃[7]
  - 神経痛、婦人病、肩こり、リウマチ、皮膚病などに効果があった[7][1]。

また、浴室内の木枠の中に医王薬石を入れて薬効を高めていたという。

## 温泉街
鉄筋3階建ての本館と鉄骨2階建ての別館で構成される1軒宿のみで構成されていた。一軒宿は白壁に煉瓦色のアクセントが映える建物で、和室25室、ツイン洋室1室（1997年時点）で、窓からは四季折々姿を変える渓谷美が望まれた。ほか、150畳ほどの広さの大広間（特設ステージ付）があった。2階には1度に120人ほど入浴可能な大浴場があって、浴槽は檜、床はタイル張りであった。また、日帰り入浴も可能であった。

## 周辺の施設など
- 利賀そばの郷